# Liste de statues à Bruxelles
Cet article est une liste chronologique des statues de Bruxelles. Sont reprises ici les œuvres tridimensionnelles situées dans l'espace public de la région de Bruxelles-Capitale, sous forme de sculptures, statues, monuments ou autres compositions.
| Date d'érection         | Nom                                                                | Artiste | Rue                                                               | Commune   | Matériau                                                                                                | Image |
| ----------------------- | ------------------------------------------------------------------ | --- | ----------------------------------------------------------------- | --------- | --- | ----- |
| 1619                    | Manneken Pis                                                       | Jérôme Duquesnoy l'Ancien | Rue de l'Étuve/Rue du Chêne                                       | Bruxelles | bronze                                                                                                  |       |
| 1687                    | La Laitière                                                        | Marc de Vos | Rue au Beurre                                                     | Bruxelles | pierre bleue                                                                                            |       |
| 1751                    | Fontaine de Minerve                                                | Jacques Bergé | Grand Sablon                                                      | Bruxelles | marbre                                                                                                  |       |
| 1838                    | Monument au général Belliard                                       | Guillaume Geefs | Rue Baron Horta                                                   | Bruxelles | statue en marbre blanc sur piédestal en pierre bleue                                                    |       |
| 1838-1848               | Monument aux martyrs de la révolution de 1830                      | Louis Roelandt, Guillaume Geefs | Place des Martyrs                                                 | Bruxelles | pierre bleue et marbre de Carrare                                                                       |       |
| 1847                    | Statue d'André Vésale                                              | Joseph Geefs | Place des Barricades                                              | Bruxelles | bronze                                                                                                  |       |
| 1848                    | Statue de Charles de Lorraine                                      | Louis Jéhotte | Place du Musée                                                    | Bruxelles | bronze                                                                                                  |       |
| 1848                    | Statue de Godefroid de Bouillon                                    | Eugène Simonis | Place Royale                                                      | Bruxelles | bronze                                                                                                  |       |
| 1850                    | Fontaine Rouppe                                                    | Charles-Auguste Fraikin | Place Rouppe (en)                                                 | Bruxelles | bronze                                                                                                  |       |
| 1854                    | Buste de Pierre le Grand                                           | Christian Daniel Rauch | Parc de Bruxelles                                                 | Bruxelles | bronze                                                                                                  |       |
| 1864                    | Fontaine des comtes d'Egmont et de Hornes                          | Charles-Auguste Fraikin | Petit Sablon                                                      | Bruxelles | bronze                                                                                                  |       |
| 1872                    | Monument à John Cockerill (Bruxelles),                             | Armand Cattier | Place du Luxembourg                                               | Ixelles   | Statue en bronze sur piédestal en pierre bleue                                                          |       |
| 1874                    | Statue d'Alexandre Gendebien                                       | Charles Van der Stappen | Square Frère-Orban                                                | Bruxelles | marbre                                                                                                  |       |
| 1880                    | Statue d'Adolphe Quetelet                                          | Charles-Auguste Fraikin | rue Ducale                                                        | Bruxelles | marbre                                                                                                  |       |
| 1880?                   | Statue de Philippe de Marnix de Sainte-Aldegonde                   | Paul De Vigne | Petit Sablon                                                      | Bruxelles | |       |
| 1885                    | Le dompteur de chevaux                                             | Thomas Vinçotte | Avenue Louise                                                     | Bruxelles | bronze                                                                                                  |       |
| 1888                    | Fontaine Orts                                                      | Henri Beyaert, Georges Houtstont, Thomas Vinçotte | Rue Auguste Orts                                                  | Bruxelles | |       |
| 1889                    | Monument à François Anneessens                                     | Thomas Vinçotte | Place Anneessens                                                  | Bruxelles | marbre                                                                                                  |       |
| 1889                    | Statue de Jean-Baptiste Van Helmont                                | Gérard Van der Linden | Place du Nouveau Marché aux Grains                                | Bruxelles | marbre                                                                                                  |       |
| 1897                    | Monument Charles Rogier                                            | Guillaume De Groot | Place de la Liberté                                               | Bruxelles | bronze                                                                                                  |       |
| 1897                    | Monument au comte Frédéric de Merode,                              | Paul Du Bois, Henry Van de Velde (architecte) | Place des Martyrs                                                 | Bruxelles | bronze                                                                                                  |       |
| 1897                    | Monument à Jenneval                                                | sculpteur Alfred Crick et architecte Émile Anciaux                                                                                                   | Place des Martyrs                                                 | Bruxelles | portrait en marbre porté par une colonne en pierre blanche reposant sur un soubassement en pierre bleue |       |
| 1897                    | Fontaine Anspach                                                   | Émile Janlet, Paul De Vigne, Julien Dillens, Godefroid Devreese, Pierre Braecke et Georges Houtstont                                                 | Quai au Bois à Brûler, Quai aux Briques                           | Bruxelles | obélisque en granit de Suède surmontant un piédestal en pierre bleue entouré d'une vasque               |       |
| 1898                    | La Folle Chanson                                                   | Jef Lambeaux | Square Ambiorix                                                   | Bruxelles | |       |
| 1901                    | Statue équestre de Charles-Alexandre de Lorraine                   | P. Van Aerschodt / Jules Lagae | Grand-Place de Bruxelles                                          | Bruxelles | statue en bronze doré sur piédestal en pierre bleue                                                     |       |
| 1903                    | Fontaine de Neptune                                                | copie d'après Jean de Bologne |                                                                   | Laeken    | bronze et marbre                                                                                        |       |
| 1905                    | Quadrige du Brabant, sur les Arcades du Cinquantenaire             | Thomas Vinçotte en Jules Lagae | Parc du Cinquantenaire                                            | Bruxelles | marbre                                                                                                  |       |
| 1905                    | Province de Flandre Occidentale, sur les Arcades du Cinquantenaire | Jef Lambeaux | Parc du Cinquantenaire                                            | Bruxelles | bronze                                                                                                  |       |
| 1905                    | Province de Flandre Orientale, sur les Arcades du Cinquantenaire   | Jef Lambeaux | Parc du Cinquantenaire                                            | Bruxelles | bronze                                                                                                  |       |
| 1905                    | Province de Liège, sur les Arcades du Cinquantenaire               | Charles Van der Stappen | Parc du Cinquantenaire                                            | Bruxelles | bronze                                                                                                  |       |
| 1905                    | Province d'Anvers, sur les Arcades du Cinquantenaire               | Charles Van der Stappen | Parc du Cinquantenaire                                            | Bruxelles | bronze                                                                                                  |       |
| 1905                    | Province de Hainaut, sur les Arcades du Cinquantenaire             | Albert Desenfans | Parc du Cinquantenaire                                            | Bruxelles | bronze                                                                                                  |       |
| 1905                    | Province de Limbourg, sur les Arcades du Cinquantenaire            | Albert Desenfans | Parc du Cinquantenaire                                            | Bruxelles | bronze                                                                                                  |       |
| 1905                    | Province de Luxembourg, sur les Arcades du Cinquantenaire          | Guillaume De Groot | Parc du Cinquantenaire                                            | Bruxelles | bronze                                                                                                  |       |
| 1905                    | Province de Namur, sur les Arcades du Cinquantenaire               | Guillaume De Groot | Parc du Cinquantenaire                                            | Bruxelles | bronze                                                                                                  |       |
| 1906                    | La Lutte équestre                                                  | Jacques de Lalaing | Bois de la Cambre                                                 | Bruxelles | bronze                                                                                                  |       |
| 1909                    | Monument Julien Dillens                                            | Architecte Acker pour le piédestal sculpteur Jules Lagae pour le médaillon de Dillens Gustave Dillens (frère de Julien) pour les éléments décoratifs | Square de Meeûs                                                   | Ixelles   | Statue en bronze doré sur piédestal en marbre blanc                                                     |       |
| 1911                    | Monument Francisco Ferrer                                          | Auguste Puttemans | Avenue Franklin Roosevelt                                         | Bruxelles | Statue en bronze sur socle en pierre bleue et granit rose                                               |       |
| 1912                    | Monument De Smet de Naeyer                                         | Charles Samuel | Place Jean Jacobs                                                 | Bruxelles | marbre                                                                                                  |       |
| 1920                    | Monument à Edith Cavell et Marie Depage                            | Paul Du Bois | Rue Edith Cavell / Rue Marie Depage                               | Uccle     | bronze                                                                                                  |       |
| 1921                    | Monument aux pionniers belges au Congo,                            | Thomas Vinçotte | Parc du Cinquantenaire                                            | Bruxelles | |       |
| 1922                    | La Maturité                                                        | Victor Rousseau | Rue Ravenstein / Rue des Douze Apôtres / Rue de la Chancellerie   | Bruxelles | marbre                                                                                                  |       |
| 1923                    | Monument à Gabrielle Petit                                         | Égide Rombaux | Place Saint-Jean                                                  | Bruxelles | bronze                                                                                                  |       |
| 1926                    | Statue équestre de Léopold II                                      | Thomas Vinçotte | Place du Trône                                                    | Bruxelles | bronze                                                                                                  |       |
| 1926                    | Monument au Général Thys                                           | Thomas Vinçotte | Parc du Cinquantenaire                                            | Bruxelles | groupe en bronze sur socle en pierre bleue                                                              |       |
| 1930                    | Monument au Travail                                                | Constantin Meunier (sculpteur) et Mario Knauer (d) (architecte)                                                                                      |                                                                   | Laeken    | bronze et marbre                                                                                        |       |
| 1930                    | Statue de la Brabançonne                                           | Charles Samuel | Place Surlet de Chokier                                           | Bruxelles | bronze                                                                                                  |       |
| 1931                    | Monument au Pigeon-Soldat                                          | Georges Hano | Square des Blindés                                                | Bruxelles | statue en bronze sur socle en pierre bleue                                                              |       |
| 1933                    | Monument aux pionniers coloniaux de la commune d'Ixelles,          | Marcel Rau et Alphonse Boelens | Square de la Croix-Rouge                                          | Ixelles   | colonne en pierre bleue surmontée d'une sculpture en ronde-bosse                                        |       |
| 1935                    | Statue de Charles-Joseph Prince de Ligne                           | John Cluysenaar | Parc d'Egmont                                                     | Bruxelles | bronze                                                                                                  |       |
| 1941                    | Statue du Cardinal Mercier                                         | Égide Rombaux | Place Sainte-Gudule                                               | Bruxelles | bronze                                                                                                  |       |
| 1948                    | Monument au Général Storms                                         | Marnix D'Haveloose | Square de Meeûs (retiré le 30 juin 2022 sans permis d'urbanisme,) | Ixelles   | Copie en marbre de 1948                                                                                 |       |
| 1950                    | Statue équestre d'Albert Ier                                       | Alfred Courtens | Mont des Arts                                                     | Bruxelles | bronze                                                                                                  |       |
| 1958                    | The Whirling Ear (en)                                              | Alexander Calder | Mont des Arts                                                     | Bruxelles | |       |
| 1980                    | Statue du maréchal Montgomery                                      | Oscar Nemon | Square Maréchal Montgomery                                        | Bruxelles | bronze                                                                                                  |       |
| 1985                    | Jeanneke Pis                                                       | Denis-Adrien Debouvrie (d) | Impasse de la Fidélité                                            | Bruxelles | bronze                                                                                                  |       |
| 1987 (statue en bronze) | Fontaine Charles Buls                                              | Henri Lenaerts | Place de l'Agora                                                  | Bruxelles | bronze                                                                                                  |       |
| 1989                    | Statues de Don Quichotte et Sancho Panza                           | Lorenzo Coullaut-Valera | Place d'Espagne                                                   | Bruxelles | bronze                                                                                                  |       |
| 1993                    | Buste de Jean de Selys Longchamps                                  | Paul Boedts (d) | Avenue Louise                                                     | Bruxelles | bronze doré                                                                                             |       |
| 1995                    | Statue de Béla Bartók                                              | Imre Varga | Place d'Espagne                                                   | Bruxelles | |       |
| 1996                    | Buste du roi Baudouin                                              | Henri Lenaerts | Parvis Sainte-Gudule                                              | Bruxelles | bronze                                                                                                  |       |
| 1999                    | Statue de Pouchkine                                                | Gueorgui Frangoulian (ru) | Place Pouchkine                                                   | Laeken    | bronze                                                                                                  |       |
| 2000                    | Monument Madame Chapeau                                            | Tom Frantzen | Rue du Midi / Rue des Moineaux                                    | Bruxelles | bronze                                                                                                  |       |
| 2007                    | Eugène Simonis                                                     | Annie Jungers (d) & Eugène Simonis | Place Eugène Simonis                                              | Bruxelles | |       |